# Mercado de produto
Mercado de produto é um mercado com oferta de uma coletividade de produtos ou serviços a serem utilizados por consumidores que possuem finalidades em comum, incorporando a utilidade da forma. Por exemplo: mercado de automóveis, mercado de navios e mercado de aviões.